# Arvak-klassen
Arvak-klassen fungerer som slæbebåde og stationsfartøjer i Søværnets tjeneste.
Klassens to enheder, Arvak og Alsin, er hjemmehørende ved henholdsvis Flådestation Frederikshavn og ved Flådestation Korsør. Skibene er i stand til at transportere en StanFlex-container på agterdækket, men har ikke mulighed for at benytte den.
| Pnt. | Navn  | Kølen lagt       | Søsat | Indgået           | Navngivet af | Skæbne   | Kaldesignal |
| ---- | ----- | ---------------- | ----- | ----------------- | ------------ | -------- | ----------- |
| Y344 | Arvak | 2. februar 2002  | -     | 18. november 2002 | -            | Operativ | OUEF        |
| Y345 | Alsin | 26. februar 2002 | -     | 18. november 2002 | -            | Operativ | OUEG        |